# Xã Sugar Creek, Quận Tuscarawas, Ohio
Xã Sugar Creek (tiếng Anh: Sugar Creek Township) là một xã thuộc quận Tuscarawas, tiểu bang Ohio, Hoa Kỳ. Năm 2010, dân số của xã này là 4.194 người.